# Portrait équestre

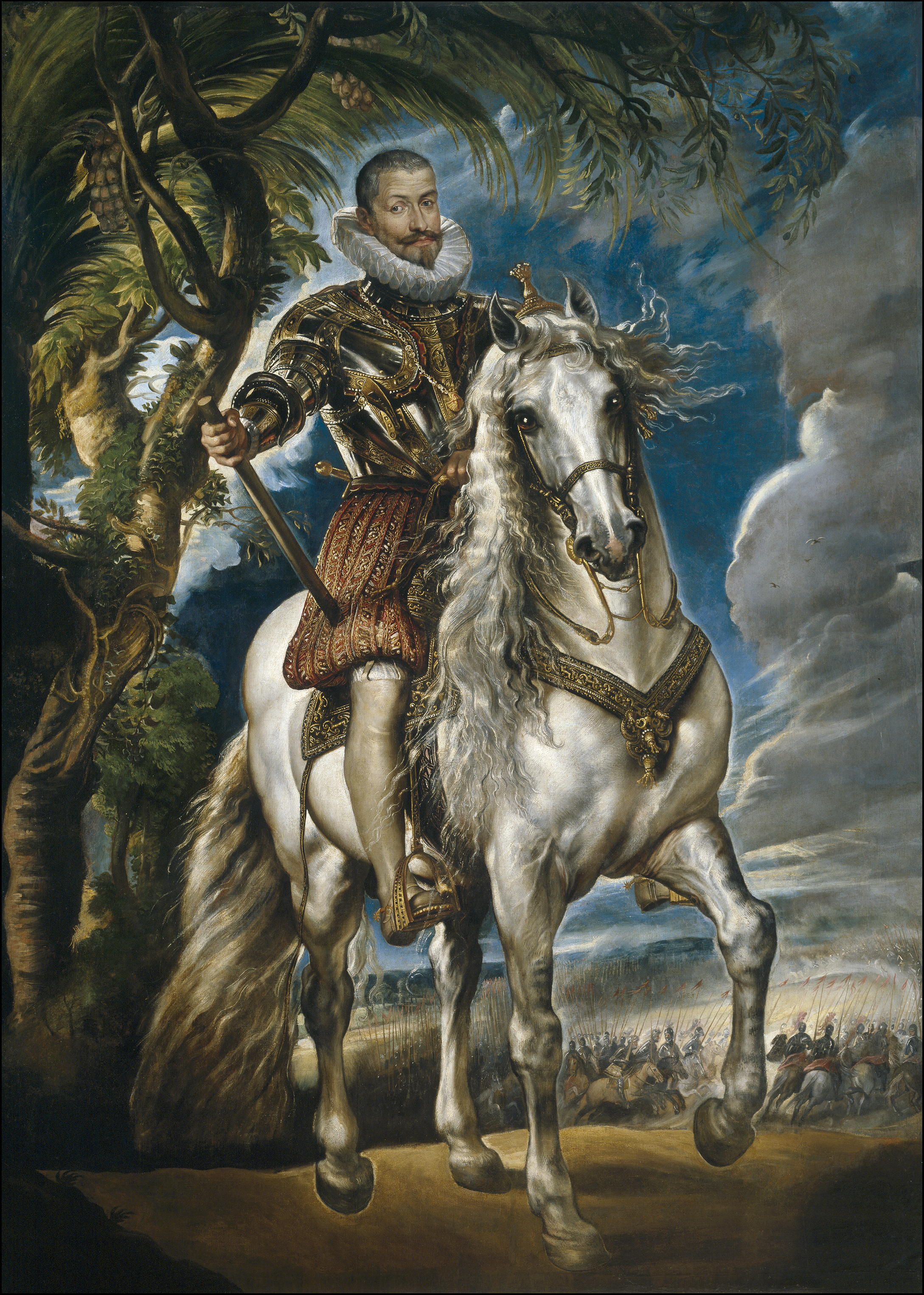
Portrait équestre du Duc de Lerme par Rubens, 1603

Un portrait équestre est une œuvre artistique représentant une personne réelle ou imaginaire montée à cheval, hors de tout contexte narratif. Faisant partie du portait d'apparat le genre est principalement dévolu à la représentation de souverain et homme de pouvoir. Il ne doit pas être confondu avec le portrait à cheval qui se caractérise par la narration à laquelle il s'intègre .
Apparu à l'époque antique, le portrait équestre connut en Occident une éclipse de quelques siècles avant de réapparaître au XIIIe siècle et de s'épanouir au début de la Renaissance. Il se généralisa à partir du XVIIeme siècle, jusqu'au XIXeme siècle, où il connait une phase de déclin.

## Origine

### Premières représentations équestres

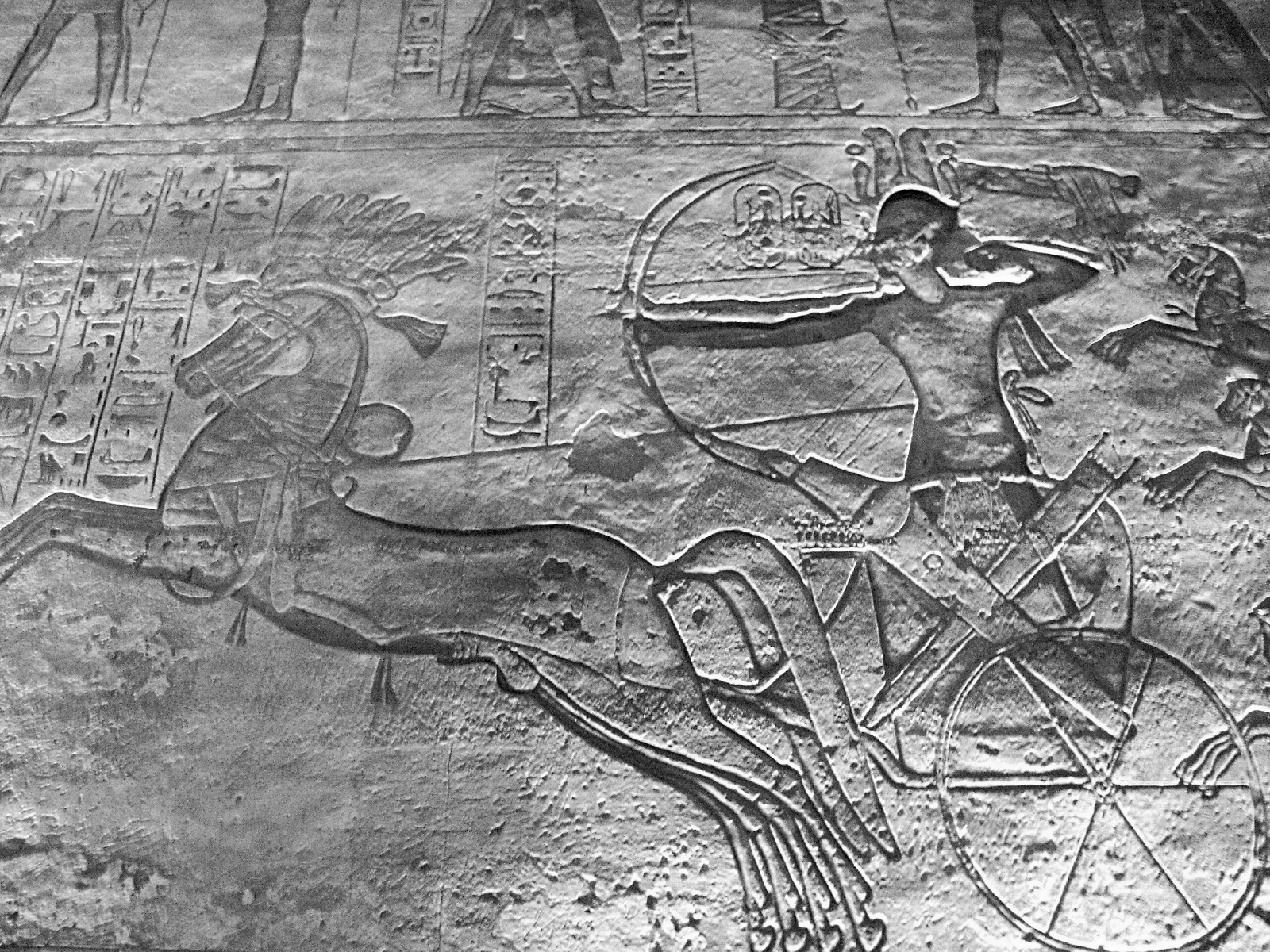
Bas-relief de Ramsès II à la bataille de Qadesh Abou Simbel

Si les premières figurations du cheval datent de la préhistoire, c'est sous l'Antiquité que l'on trouve les premières représentations de personnages équestres. Les premiers souverains se sont d'abord fait figurer sur des chars ; les bas reliefs de l'Égypte antique montrent par exemple Ramsès II à la bataille de Qadesh (Abou Simbel). En Grèce antique, le dieu Apollon est montré sur un quadrige céleste.
Avec Alexandre le Grand est introduit l'image d'un souverain monté sur un cheval, notamment à travers les sculptures de Lysippe.

### Moyen Âge
Au Moyen Âge, les manuscrits vont montrer l'image du chevalier en armure, tel qu'ils se présentaient dans les tournois. Cette image est largement diffusée dans l'héraldique et les monnaies et médailles. 
Le portrait équestre apparait en Italie au XIIIe siècle et s'y développe avant de se diffuser dans toute l'Europe. En France, les portraits équestres royaux, sculptés ou peints apparaissent au début du XIVe siècle et deviennent systématiques à partir de la seconde moitié du XVe siècle. 

### A la Renaissance

#### Portrait équestre de Guidoriccio da Fogliano à Sienne
Pour réaliser le portrait équestre du capitaine siennois Guidoriccio da Fogliano qu'il réalise pour la salle de la Mappemonde du palais communal de Sienne, Simone Martini s'est inspiré des représentations de podestats qui se sont multipliées au cours du  XIIIe siècle. Ce portrait est l'une des  premières images commémoratives projetées sur un paysage panoramique.

#### Miniatures
Les miniaturistes italiens exécutèrent des portraits équestres dès la deuxième moitié du XVe siècle. Le portrait équestre du condottière Muzio Attendolo Sforza fut inséré dans le manuscrit de la Vita di Muzio Attendolo Sforza d'Antonio Miuti qui était conservé dans la bibliothèque de Pavie dont les manuscrits furent saisi en 1499 par Louis XII et ramenés au château de Blois.

#### Monuments funéraires

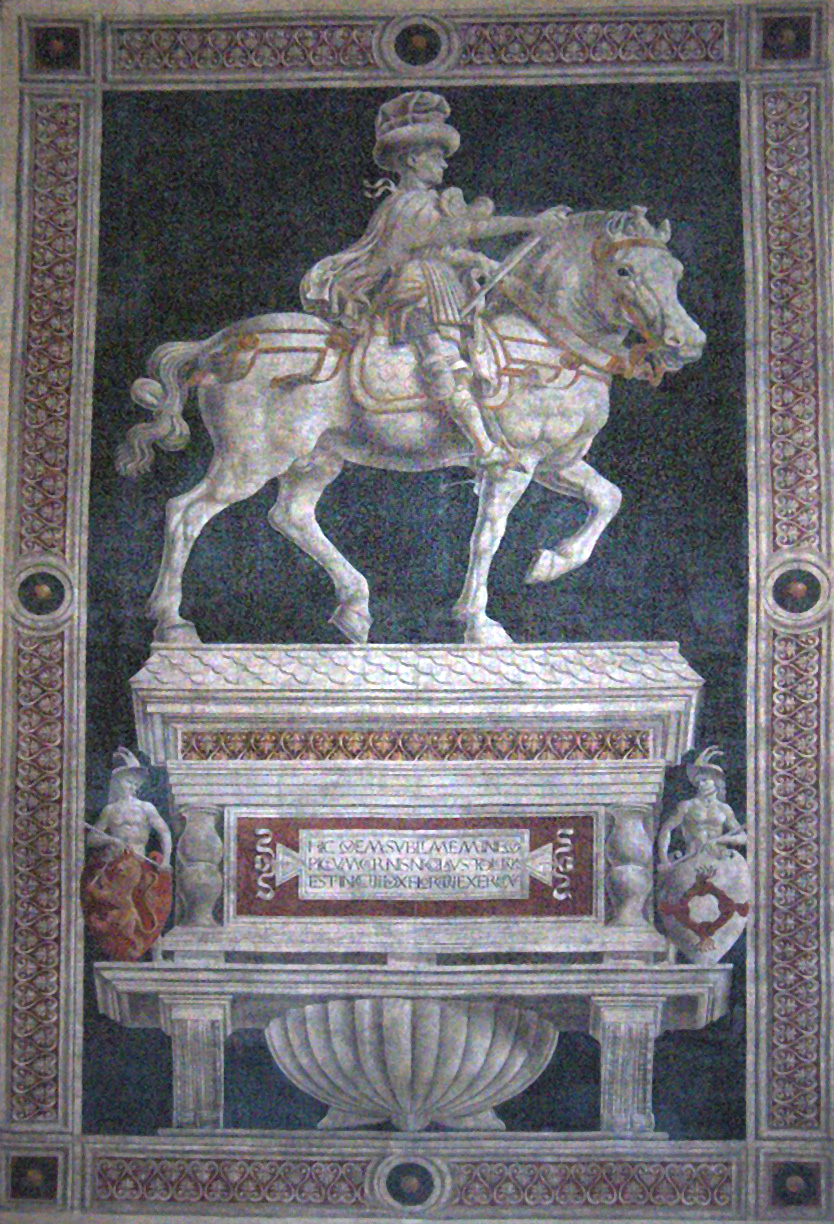
Andrea del Castagno, Monument équestre à Niccolò da Tolentino (1456).

Les tombes équestres sont à la mode en Italie à la fin du XIVe siècle Le condottiere Giovanni d'Azzo Ubaldini, mort à Sienne en 1390, est enterré dans la cathédrale sous une peinture le figurant chevauchant et armé.
La seigneurie de Florence fait réaliser à une série de quatre tombes fictives peintes par paires sur le murs des ailes nord et sud de sa nouvelle cathédrale inaugurée en 1436, celles de deux condottieres, John Hawkwood et Niccolo da Tolentino, et celle de deux ecclésiastiques et humanistes, le cardinal Corsini peinte en 1422 par un anonyme, et celle du frère Pier Luigi de' Marsili, réalisée en 1439 par Bicci da Lorenzo. Paolo Uccello est choisi pour peindre le portait équestre du condottiere anglais, terminé en 1436, et Andrea del Castagno celui du vainqueur de la bataille de San Romano réalisé vingt ans plus tard. Les deux peintures représentent la cavalier à cheval et font allusion à une sculpture monumentale . 
Dans les portraits équestres de Louis XII, le cheval est toujours dans une attitude dynamique, au pas, à l'amble ou au trot. Cette attitude est contrôlée, évoquant la maîtrise et la tempérance de son cavalier. Le harnachement des chevaux rappelle l'activité guerrière et le statut du cavalier royal. Le roi porte toujours une armure, mais son couvre-chef varie. La visière du heaume est relevée pour permettre de voir son visage.. Il tient parfois à la main un long et fin bâton légèrement recourbé qui évoque le bâton de commandement, attribut symbolique de l'autorité.

#### Portrait équestre de Louis XII en exergue de laChroniqued'E. de Monstrelet
Ce portrait est placé en exergue du manuscrit de la Chronique d'Enguerrand de Monstrelet exécuté à Gênes en 1510 par Antoine Bardin pour François de Rochechouart, gouverneur de la ville. Il 'agit d'un portrait en grisaille à l'encre brune rehaussé d'or. Louis XII y figure placé sous un dais, à cheval, de profil gauche, tenant dans la main droite une épée nue dressée à la verticale. Il est encadré sur trois côtés d'un cadre de rinceaux peuplé de putti et d'animaux qui séparent des écus armoirés alternant avec des bustes en médaillon des Neuf Preux. Les costumes et accessoires de ceux-ci sont inspirés de l'Antiquité classique et impériale. Il s'agit du premier portrait connu d'un roi de France sur une miniature.

#### Portraits équestres duVoyage de Gênesde Jean Marot
Le manuscrit du Voyage de Gênes de Jean Marot conservé la Bibliothèque nationale de France comporte deux portraits équestres et trois effigies de Louis XII à cheval. Il narre la prise de Gênes par les armées de Louis XII en 1506. Dédié à Anne de Bretagne, il est orné de onze enluminures réalisées en 1508, vraisemblablement par Jean Bourdichon, disciple de Jean Fouquet et enlumineur officiel de la cour de France. Le folio 15 v° présente Le départ d'Alexandrie. Le roi est au premier plan à cheval de profil droit, devant la porte de l'enceinte d'Alexandrie, ville étape vers Gênes. Au folio 20 v°, La reddition de Gênes, toujours à cheval de profil droit, il fait face à six bourgeois génois agenouillés qui demandent grâce. Au folio 22 v°, l'Entrée à Gênes, Louis XII chevauche sous un dais porté par quatre bourgeois de Gênes tandis que quatre jeunes filles blondes sollicitent sa clémence. ce portrait évoque la magnanimité du roi et sona ction de pacificateur.

## Galerie

Sélection de portraits équestres
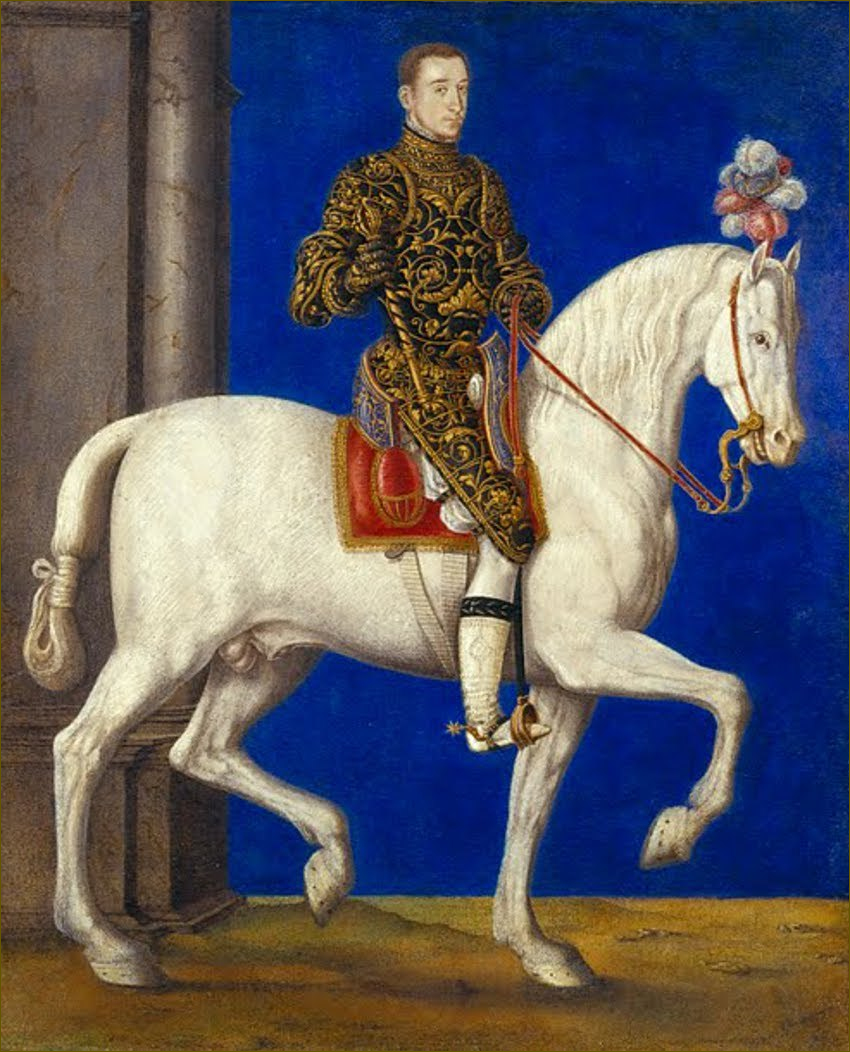
Portrait équestre à la gouache du dauphin Henri par François Clouet, vers 1543
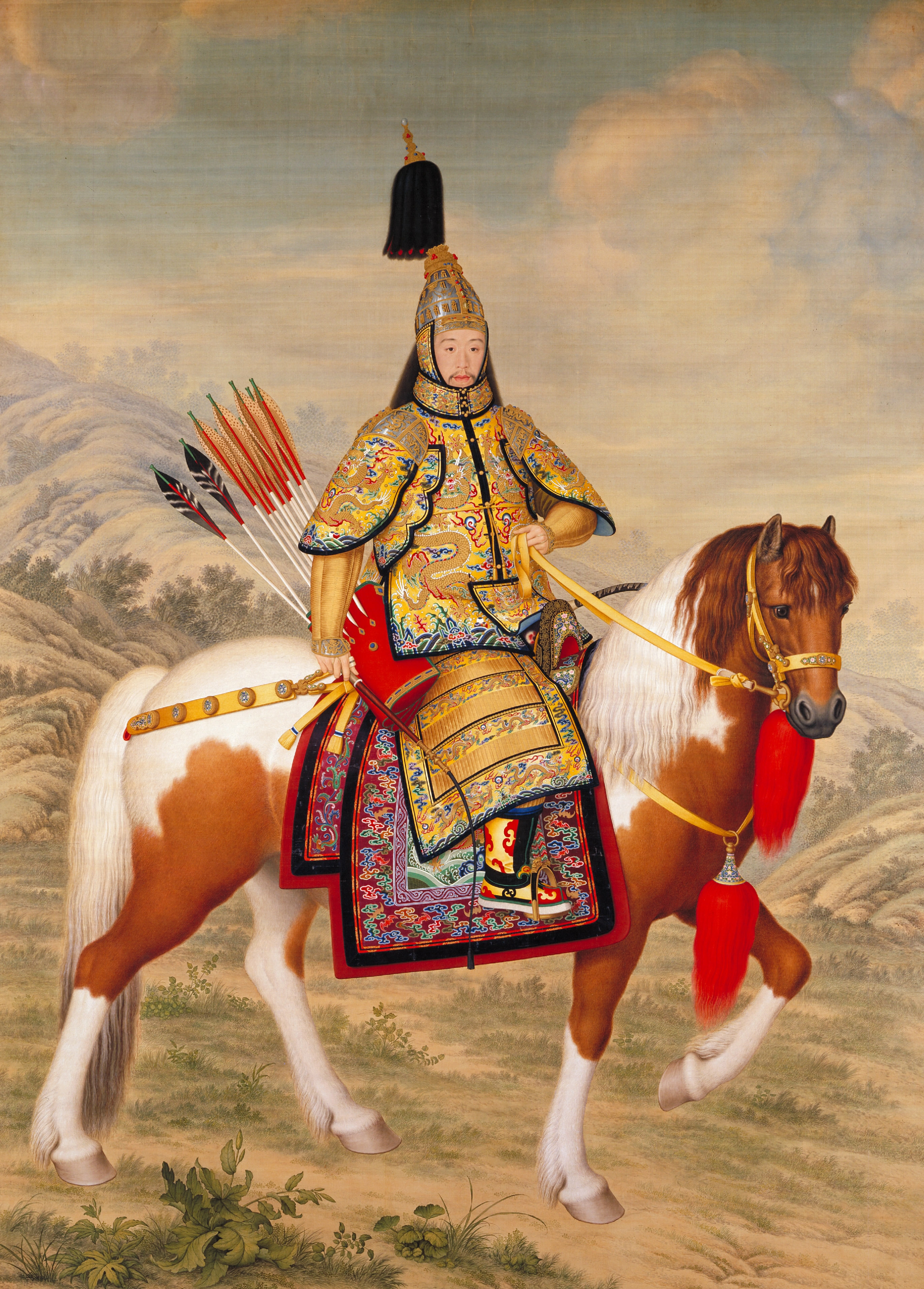
Portrait équestre de l'empereur de Chine Qianlong en armure cérémonielle, par Giuseppe Castiglione, 1758.
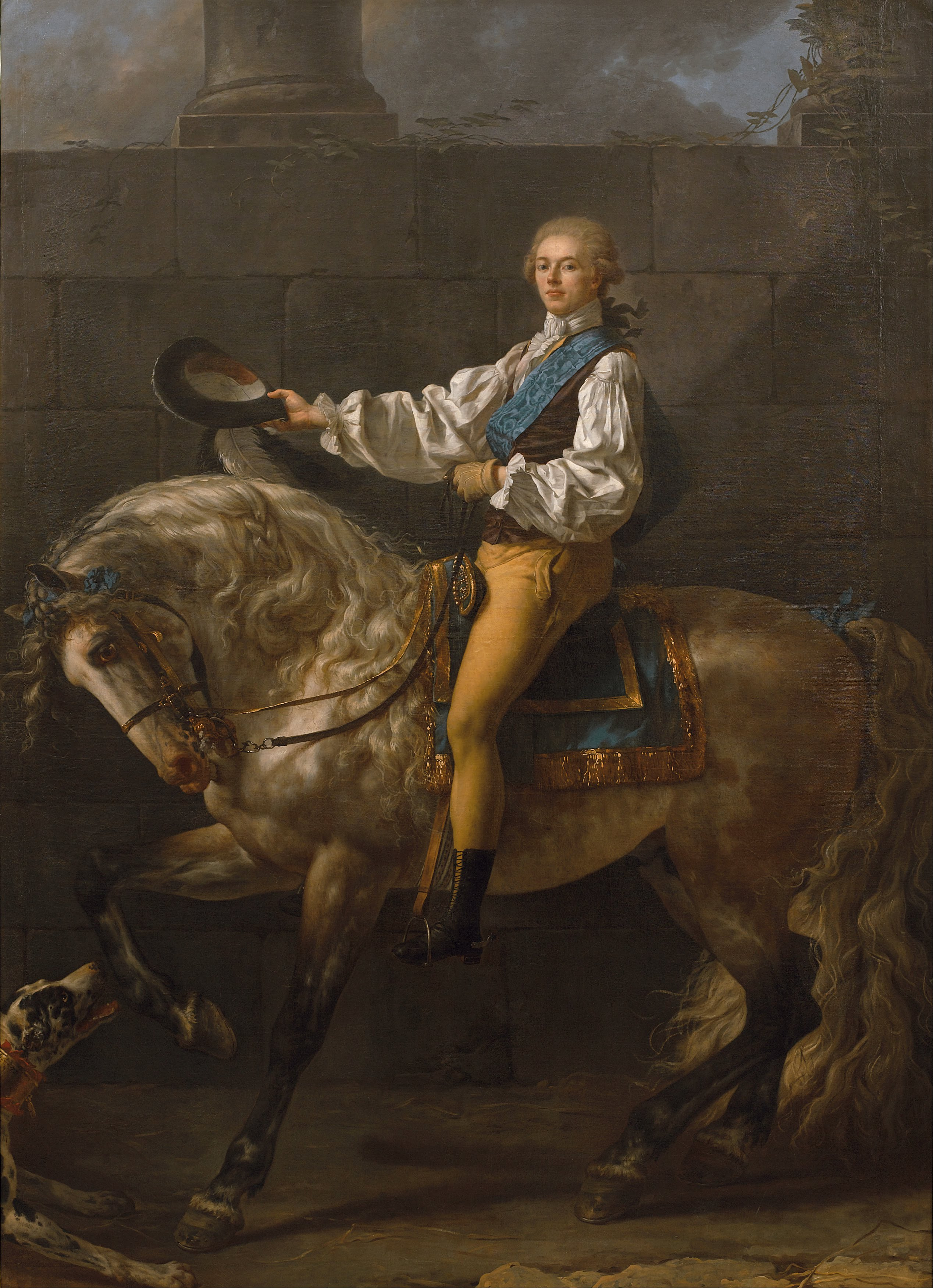
Portrait équestre de Stanisław Kostka Potocki, par Jacques-Louis David, 1781
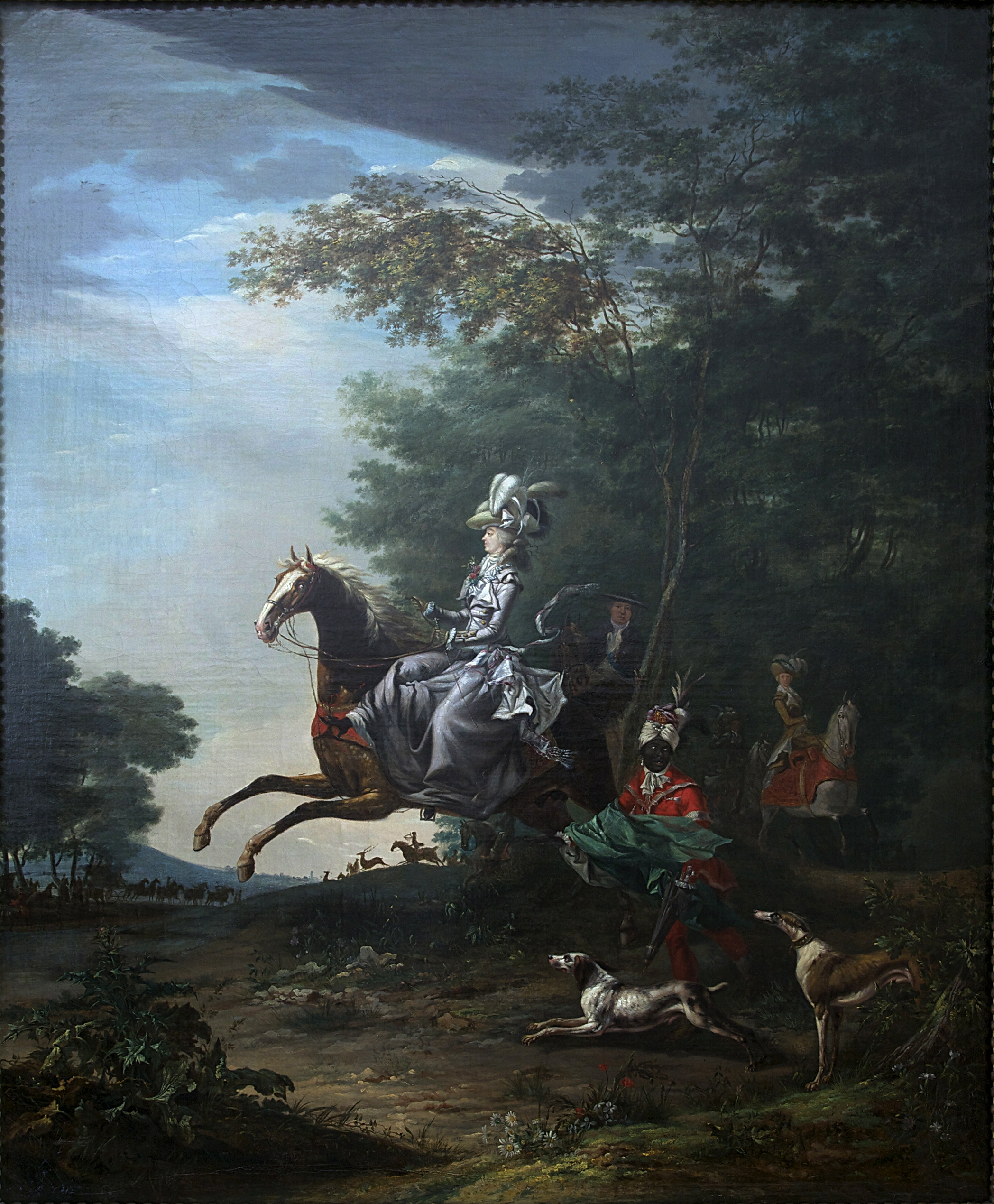
Marie-Antoinette chassant à courre, Louis-Auguste Brun, 1783
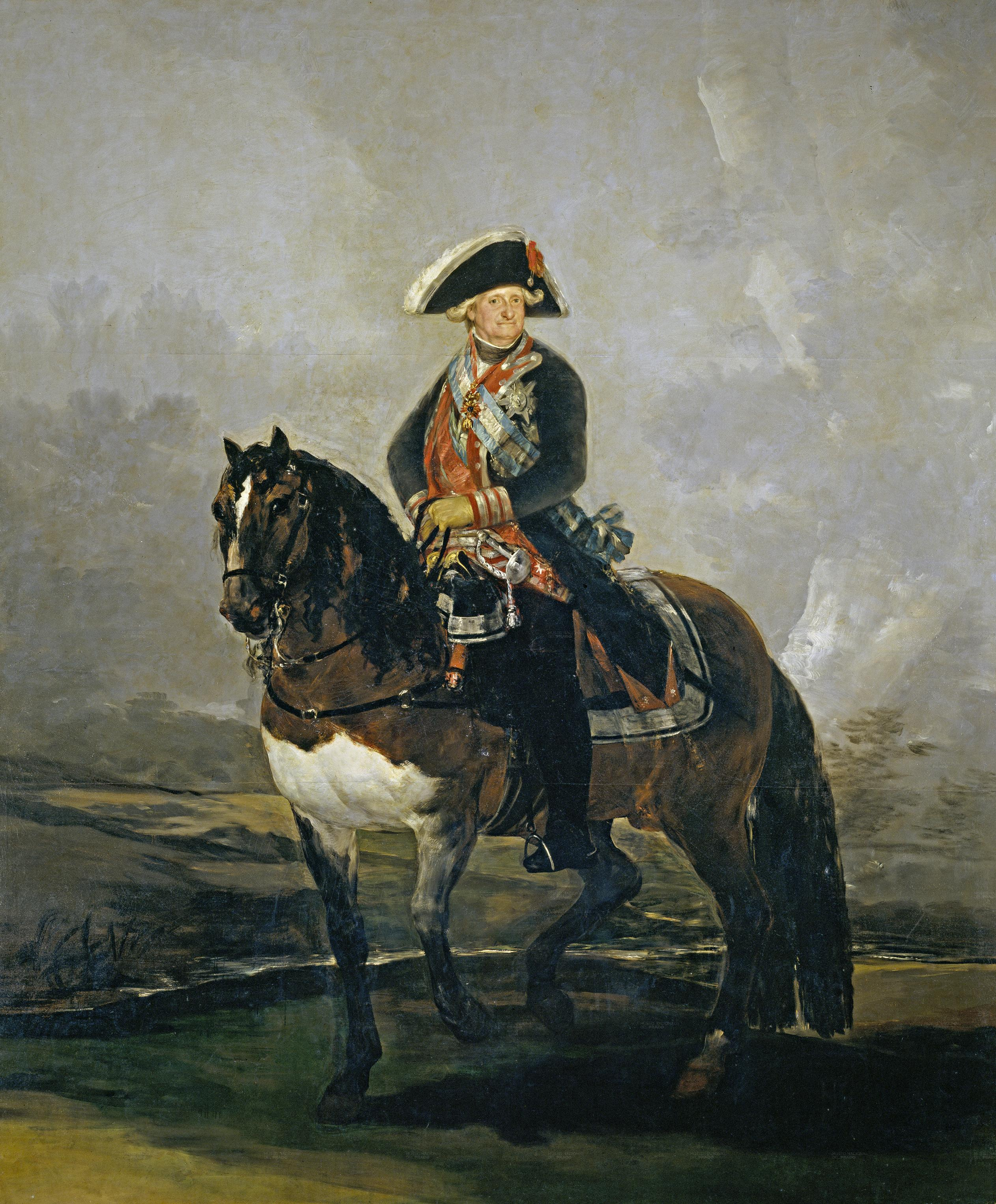
Charles IV à cheval, Francisco Goya, 1801
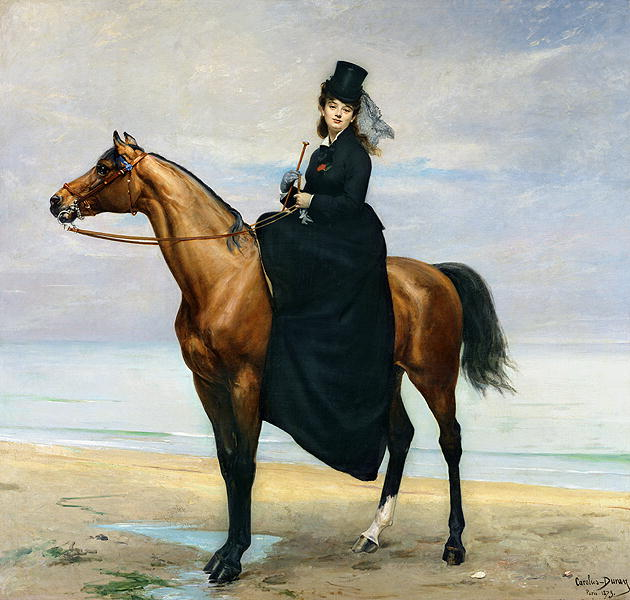
Carolus-Duran, Portrait équestre de Mademoiselle Croizette, 1873